# Sons of Apollo
Sons of Apollo é um supergrupo estadunidense de metal progressivo formado em 2017 e composto por Mike Portnoy, Billy Sheehan, Derek Sherinian, Jeff Scott Soto e Ron "Bumblefoot" Thal.

## História
O tecladista Derek Sherinian e o baterista Mike Portnoy tocaram juntos por alguns anos no Dream Theater, do qual ambos são egressos. Além disso, Mike e o baixista Billy Sheehan também são membros do The Winery Dogs. Juntos, os três já haviam trabalhado juntos por um breve período num projeto instrumental ao vivo com Tony MacAlpine (PSMS), e Derek vinha tentando formar algo mais duradouro com Mike desde então até que o baterista finalmente encontrou tempo para concentrar-se nisso. Devido ao envolvimento de Tony com Billy, Derek e Mike, este último o considera como parte da história do Sons of Apollo, bem como "parte da família estendida". Mike sugeriu Jeff Scott Soto para os vocais e Ron "Bumblefoot" Thal como guitarrista para completar a formação, uma vez que já havia trabalhado com ambos no passado (com Bumblefoot no Metal Allegiance e com Jeff ao ter sua banda solo contratada como banda de abertura de alguns shows do The Winery Dogs na América do Sul). Membros reforçaram em várias entrevistas que o supergrupo é uma banda de tempo integral, e não apenas um projeto paralelo.
O nome da banda foi proposto por Derek após ele consultar uma lista de sugestões de Mike e ver a palavra "Apollo". Ela foi escolhida por Apolo ser o deus da música. Mas porque a banda suspeitava que já havia algum outro grupo com o nome Apollo, eles contemplaram diferentes variações possíveis e assim chegaram ao nome do quinteto.
Seu álbum de estreia, Psychotic Symphony, foi produzido por Mike e Derek (como "The Del Fuvio Brothers") e foi lançado no dia 20 de outubro pela Inside Out Music/Sony Music. Em 2019, lançaram seu primeiro disco e DVD ao vivo, Live with the Plovdiv Psychotic Symphony, gravado em Plovdiv, na Bulgária, com acompanhamento da orquestra e coral locais. O segundo álbum, MMXX, foi lançado em 17 de janeiro de 2020.

## Discografia
Álbuns de estúdio
- Psychotic Symphony (2017)
- MMXX (2020)

Álbuns ao vivo
- Live with the Plovdiv Psychotic Symphony (2019)

## Membros
- Jeff Scott Soto (Trans Siberian Orchestra, Talisman, ex-Journey, ex-Yngwie Malmsteen) – vocais
- Ron "Bumblefoott" Thal (Art of Anarchy, ex-Guns N' Roses) – guitarra
- Billy Sheehan (The Winery Dogs, Mr. Big, ex-David Lee Roth) – baixo
- Derek Sherinian (Black Country Communion, ex-Dream Theater, ex-Yngwie Malmsteen) – teclados
- Mike Portnoy (The Winery Dogs, Transatlantic, Flying Colors, Neal Morse Band, Dream Theater, ex-Adrenaline Mob) – bateria